# 고려 (태권도)
고려는 태권도의 유품자 및 유단자 제1품새이다.

## 품새
국기원은 고려 품새에 대해서 다음과 같이 언급하고 있다.
고려품새는 선배를 의미하며 선배는 강력한 상무정신과 곧은 선비정신을 나타내고 고구려-발해-고려로 이어지는 선배(선비)의 얼을 바탕으로 하여 품새로 엮어졌다.
새로운 동작은 거듭옆차기, 손날바깥치기, 한손날아래막기, 칼재비, 무릎꺽기, 안팔목몸통헤쳐막기, 주먹표적지르기, 편손끝젖혀찌르기, 바탕손눌러막기, 팔굽옆치기, 메주먹아래표적치기 등으로 태극품새와는 달리 유단자 품새다운 기술이 많이 나온다. 준비서기는 통밀기이며 손의 위치가 상단전과 중단전 사이로 신(神)과 정(精)이 합쳐지는 지점이므로 정신통일을 중요하게 생각하는 서기이다. 품새선은 ‘士’자로 고려품새의 의미인 선배(선비)의 표상이다.

## 선비정신
선비 정신(선비精神)은  인격적 완성을 위해 끊임없이 학문과 덕성을 키우며, 세속적 이익보다 대의와 의리를 위해 목숨까지도 버리는 정신으로 알려져 있다.

## 메주먹 표적치기
메주먹 표적치기(메주먹標的치기)는 태권도에서, 가상의 목표물을 만들어 놓기 위해 한쪽 손으로 주먹을 지른 상태에서 다른 손의 메주먹으로 다른 한쪽 손을 목표물을 해서 치는 기술이다. 품새 등 수련 동작을 할 때에 사용한다.

## 같이 보기
- 금강